# Ys V: Ushinawareta Suna no Miyako Kefin
Ys V: Ushinawareta Suna no Miyako Kefin (イースV 失われた砂の都ケフィン Īsu Faibu?,  renombrado en PlayStation 2 como Lost Kefin, Kingdom of Sand) es un videojuego de rol de acción publicado en 1995 para la videoconsola Super Nintendo, desarrollado por Nihon Falcom Corporation. Es el quinto videojuego de la serie Ys. En 1996, Falcom publicó una segunda versión del juego con un nivel de dificultad más alto, conocida como Ys V Expert.
En 2006 se publicó una versión para PlayStation 2, desarrollada por Taito Corporation, dejando de lado los gráficos 2D para adaptarse a los gráficos 3D isométricos.
El 2013, se publicó una traducción para la entrega original (y no para su versión EXPERT) de super NES al inglés por los propios fanes.

## Trama
Long, long ago...

In the Kefin Desert, on the continent of Afroca.
A strong wind blew throughout the night.
A sandstorm was raging.
What brings you to this place?
Could it be... the ancient legend of Kefin?
This legend has been handed down for generations, and still endures in the village.
This legend tells of an ancient city in the Kefin Desert.
A phantom from this lost city still haunts the Kefin area...
With its ancient tradition of alchemy.
Who told you such a rumor?
We have never heard of any treasure around here.
Do you beleve such a treasure really exist?
This region is desolated.

You will need courage, an adventurous spirits, and a bold will.
Hace mucho tiempo...

En el desierto de Kefin, en el continente de Afroca.
Un fuerte viento sopló durante toda la noche.
Una tormenta de arena acaba de ocurrir.
¿Qué le trae a este lugar?
¿Podría ser... la antigua leyenda de Kefin?
Esta leyenda fue pasado por generaciones, y sigue perdurando en el pueblo.
Esta leyenda habla de una ciudad antigua en el desierto de Kefin.
Un fantasma de esta ciudad sigue arrasando esta área...
Con su antigua tradición de la alquimia.
¿quién le dijo un rumor?
Nunca hemos oído de algún tesoro por ahí.
¿Puede existir este tesoro?
Esta región está desolada.

Necesitará coraje, un espíritu aventurero, y una voluntad atrevida.
Traducción del videojuego

Varios exploradores intentan descubrir esta ciudad perdida, cuando un guardia descubrió una niña llamada Niena, que perdió la memoria y a su padre. Él avisó al arqueólogo Stern para sacarla del desierto. Stern cuidó de Niena en Xandria por 2 años, y se vá a continuar con su descubrimiento.
Adol está viajando a través de nuevas tierras, en busca de más aventura, cuando, al desembarcar en Xandria, se entera de la ciudad desértica de Kefin desaparecida. Se pone en marcha para investigar la desaparición de esta antigua ciudad.

### Desarrollo del juego
Nota: La historia se refiere a la versión de Super NES. La versión de PlayStation 2 cambia sigilosamente el libreto.
Dorman le encargó a Adol la misión de obtener los 6 cristales elementales, que se encuentran en varias partes de Afroca. Cuando Adol llega a Foresta, aparece un niño llamado Wily, también aventurero, que ayuda a Adol a cumplir sus objetivos. Lo que Adol no sabe, es que Rizze y sus cómplices también quieren conseguirlos para abrir la puerta a Kefin. Además, Stalker le dio a Adol en Foresta el brazalete del tiempo, lo cual permite viajar a Afroca de hace 500 años. Por ahora, el brazalete no se puede utilizar al menos que sea absolutamente necesario. Además, la hechicera llama a Adol para que aprenda magia fusionando las 3 piedras elementales. Adol se topa con el grupo de ladrones liderados por una niña llamada Terra, que también busca esos cristales, no para abrir la puerta, sino para destruirlos. Adol consigue 3 de los 6 cristales, debido a que Terra se apodera del cristal de agua y Rizze tiene el cristal de oscuridad. El último cristal se encuentra en las ruinas de Kefin, dentro del desierto del mismo nombre. Adol se da cuenta de que Dorman, junto con Rizze, secuestrase a Niena durante su ausencia y además, Xandria esta siendo atacada, lo que Adol fue advertido por Wily. Los ladrones de Terra fueron capturados por Dorman, pero escapa antes de que Adol llegase a rescatarlos. En medio del conflicto, Adol cae inconsciente por los conjuros de los 3 miembros liderados por Rizze. Dorman lleva a Adol a una isla desierta, en donde se encuentra el santuario, en el cual, usando los 6 cristales, se puede romper el sello y entrar a la ciudad fantasma, Kefin, no sin antes que los amigos de Adol interrumpiese el proceso, colocando el cristal falso, debido a que el real lo tiene uno de los ladrones de Terra. Adol elimina a Dorman, pero no pudo evitar que Rizze secuestrara a Niena, colocando el cristal faltante y Rizze lleva sus tropas al portal, impidiendo que Adol entrase. Debido a la rotura del sello, la isla empieza a destruir, pero Adol consigue escapar. La hechicera se adelanta pero una ciudad cercana a las ruinas de Kefin fue devastada por la tormenta de arena. Además, en dichas ruinas, es posible abrir el portal, lo que Adol, la hechicera y sus amigos entrasen finalmente. Se rumorea que Kefin sigue en pie gracias a la piedra filosofal, y Rizze sacrifica a las personas para que Kefin mantuviese en pie. Unos rebeldes planea detener el sacrificio. Su plan es lo siguiente: El primer paso es el rescate de personas en la torre del lado sur, y eliminar al primer cabecilla. Para eso, Adol debe ir al profesor que habita en el lado oeste y contar su historia antes de seguir con ese paso. El segundo paso es la desactivación de los interruptores y el tercer paso es rescatar a Stern. Completando estos pasos, Adol entra al altar de sacrificio, que, para empeorar las cosas, los guardias se vieron frustrados por los interruptores apagados. En medio del caos, el profesor advierte a las personas para que salgan de Kefin. Mientras tanto, Adol investiga más al fondo del castillo, eliminando a los guardias de Rizze en el proceso. Stern verifica que no haya gente en la torre, en el lado oeste y en el lado sur y, al no haber gente, se confirma que fueron evacuadas. Mientras tanto, Adol recién usa el brazalete para rescatar a los dueños originales de Kefin. Adol regresa a Kefin pero la misión no termina ahí: debe ir a la cámara de la piedra a rescatar a los 5 que quedaron, no sin iniciar batalla. Ahora todos, en el castillo, no se sabe en donde está Niena. Sin embargo, Kefin está por derrumbarse. Según parece, Rizze quedó atrapada en el proceso. Todos evacuaron sin Niena, pero no sin Adol. Al final, Kefin deja de ser una ciudad fantasma, es simplemente un reino de arena. Mientras tanto, en Foresta, Wily estaba esculpiendo la estatua de Adol hasta que él llegase. Stalker, como agradecimiento por rescatar a Foresta, le envía a Niena de vuelta a Xandria. Días después del derrumbe de Kefin, Adol parte de nuevo en busca de nuevas aventuras. Terra prometió a Adol que será más fuerte en cuanto lo vea de nuevo.

## Jugabilidad
Los elementos estadísticos estilo-RPG y la vista aérea de la mayoría de los juegos anteriores se mantienen en Ys V. Sin embargo, el sistema de combate ha cambiado de nuevo, eliminando el sistema de autocombate utilizado en Ys I, II y las dos primeras entregas de Ys IV, ahora el jugador debe pulsar un botón para usar la espada de Adol y atacar a los enemigos. Adol también se da la habilidad de saltar y defender con su escudo en Ys V.
Un sistema de magia nueva se introduce en Ys V, así, que requiere que el jugador cargara hechizos presionando un botón repetidamente antes de que puedan ser conjurados.
Debido a que en todo Afroca y el reino de arena Kefin no puede obtener oro, los enemigos botan gemas de cualquier tipo al ser eliminados, incluyendo manzanas que recuperan HP. Esas gemas son intercambiadas por oro.
Cabe mencionar que presenta dos niveles de mejoras separadas, el primero es de ataque físico y el segundo es de ataques mágicos.
Además, algunos monstruos son capaces de envenenar a Adol. A diferencia de los primeros títulos de Ys IV, el veneno no llegará a matarlo, siendo revertido por antídotos o durante el transcurso del juego.
Como novedad y con excepción de los objetos clave, solo puede tener en el inventario 10 pociones, espadas, armaduras y escudos de cada tipo. En las entregas anteriores solo se puede obtener una de cada tipo.
También se implementa la fusión de piedras elementales. Esas piedras tienen los elementos Fuego, Agua, Viento, Tierra, Luz y Oscuridad. Mezclando 3 de ellas, sin importar que se repitieran, resulta en la creación de un nuevo conjuro.

## Música
La música de Ys V fue compuesta por el equipo de sonido JDK de Falcom. En total se han publicado tres álbumes con la música de Ys V:
- Ys V Image Album (1996): una pequeña selección de temas originales de Ys V, seguido de tres pistas en orden de la banda JDK de Falcom, y un arreglo vocal.
- Music from Ys V (1996): la banda sonora completa de Ys V.
- Ys V Orchestra Version (1996): una selección de piezas orquestalmente-organizados de Ys V.